# آبه جونز جونیور
آبه جونز جونیور (انگلیسی: Abe Jones Jr.؛ زادهٔ April 1899) بازیکن فوتبال اهل بریتانیا است.
از باشگاه‌هایی که در آن بازی کرده‌است می‌توان به باشگاه فوتبال استوک سیتی، باشگاه فوتبال ردینگ، باشگاه فوتبال مرثر تاون، باشگاه فوتبال بیرمنگام سیتی، و باشگاه فوتبال برایتون اند هوو آلبیون اشاره کرد.